# Джон Макгінн
Джон Макгінн (англ. John McGinn, нар. 18 жовтня 1994, Глазго) — шотландський футболіст, півзахисник клубу «Астон Вілла».
Виступав, зокрема, за клуби «Сент-Міррен» та «Гіберніан», а також національну збірну Шотландії.
Володар Кубка Шотландії.

## Клубна кар'єра
Народився 18 жовтня 1994 року в місті Глазго. Вихованець футбольної школи клубу «Сент-Міррен». Дорослу футбольну кар'єру розпочав 2012 року в основній команді того ж клубу, в якій провів три сезони, взявши участь у 87 матчах чемпіонату. Більшість часу, проведеного у складі «Сент-Міррена», був основним гравцем команди.
Своєю грою за цю команду привернув увагу представників тренерського штабу клубу «Гіберніан», до складу якого приєднався 2015 року. Відіграв за команду з Единбурга наступні три сезони своєї ігрової кар'єри. Граючи у складі «Гіберніана» також здебільшого виходив на поле в основному складі команди.
До складу клубу «Астон Вілла» приєднався 2018 року. Станом на 15 жовтня 2019 року відіграв за команду з Бірмінгема 52 матчі в національному чемпіонаті.

## Виступи за збірні
У 2013 році дебютував у складі юнацької збірної Шотландії (U-19), загалом на юнацькому рівні взяв участь у 2 іграх.
Протягом 2014–2016 років залучався до складу молодіжної збірної Шотландії. На молодіжному рівні зіграв у 7 офіційних матчах.
У 2016 році дебютував в офіційних матчах у складі національної збірної Шотландії.

## Статистика виступів

### Статистика клубних виступів
| Сезон                 | Команда               | Чемпіонат             | Чемпіонат | Чемпіонат | Національний кубок | Національний кубок | Національний кубок | Континентальні кубки | Континентальні кубки | Континентальні кубки | Інші змагання | Інші змагання | Інші змагання | Усього | Усього | Усього |
| Сезон                 | Команда               | Ліга                  | Ігор      | Голів     | Ліга               | Ігор               | Голів              | Ліга                 | Ігор                 | Голів                | Ліга          | Ігор          | Голів         | Ігор   | Голів  |        |
| --------------------- | --------------------- | --------------------- | --------- | --------- | ------------------ | ------------------ | ------------------ | -------------------- | -------------------- | -------------------- | ------------- | ------------- | ------------- | ------ | ------ | ------ |
| 2012–13               | «Сент-Міррен»         | ПЛ                    | 22        | 1         | КШ+КЛ+КЧ           | 3+2+0              | 0                  |                      | -                    | -                    |               | -             | -             | 27     | 1      |        |
| 2013–14               | «Сент-Міррен»         | ПЛ                    | 35        | 3         | КШ+КЛ+КЧ           | 2+1+0              | 0                  |                      | -                    | -                    |               | -             | -             | 38     | 3      |        |
| 2014–15               | «Сент-Міррен»         | ПЛ                    | 30        | 0         | КШ+КЛ+КЧ           | 2+1+0              | 0                  |                      | -                    | -                    |               | -             | -             | 33     | 0      |        |
| Усього за St. Mirren  | Усього за St. Mirren  | Усього за St. Mirren  | 87        | 4         |                    | 11                 | 0                  |                      | -                    | -                    |               | -             | -             | 98     | 4      |        |
| 2015–16               | «Гіберніан»           | 1D                    | 36+4      | 3+1       | КШ+КЛ+КЧ           | 7+5+0              | 0+1+0              |                      | -                    | -                    |               | -             | -             | 52     | 5      |        |
| 2016–17               | «Гіберніан»           | 1D                    | 29        | 4         | КШ+КЛ+КЧ           | 5+1+0              | 1+0+0              | ЛЄ                   | 2                    | 0                    |               | -             | -             | 31     | 4      |        |
| 2017–18               | «Гіберніан»           | ПЛ                    | 35        | 5         | КШ+КЛ+КЧ           | 1+7+0              | 0+1+0              |                      | -                    | -                    |               | -             | -             | 43     | 6      |        |
| серп. 2018            | «Гіберніан»           | ПЛ                    | 1         | 0         | КШ+КЛ+КЧ           | 0                  | 0                  | ЛЄ                   | 3                    | 2                    |               | -             | -             | 4      | 2      |        |
| Усього за «Гіберніан» | Усього за «Гіберніан» | Усього за «Гіберніан» | 105       | 13        |                    | 26                 | 0                  |                      | 5                    | 2                    |               | -             | -             | 136    | 15     |        |
| Усього за кар'єру     | Усього за кар'єру     | Усього за кар'єру     | 192       | 17        |                    | 37                 | 3                  |                      | 5                    | 2                    |               | -             | -             | 234    | 22     |        |

## Титули і досягнення
- Володар Кубка Шотландії (1):

«Гіберніан»: 2015-2016